# Dwór opatów henrykowskich w Ząbkowicach Śląskich
Dwór opatów henrykowskich – zabytkowy dwór, jeden z rejestrowanych zabytków miasta Ząbkowice Śląskie w województwie dolnośląskim.
Jest to budowla barokowa wzniesiona w latach 1714–1728. Pierwszymi jej właścicielami byli cystersi henrykowscy. Kolejnym jej właścicielem został w 1792 znany malarz Bernard Krause. We wnętrzu urządził swoje atelier i galerię. Po śmierci malarza w dniu 29 lipca 1803 właścicielką dworu została wdowa po jego bracie Armandzie, Florentina z domu Moroni. W późniejszych latach budowla kilkakrotnie zmieniała właścicieli. W 1893 dzięki staraniom proboszcza Hermanna i rady parafialnej dwór stał się siedzibą 6 sióstr boromeuszek, które zajmowały się prowadzeniem ambulatorium dla chorych. Obecnie dawny dwór jest siedzibą Zgromadzenia Sióstr Wynagrodzicielek Najświętszego Oblicza. Na piętrze umieszczona jest kaplica sióstr, w której można zobaczyć sufit ozdobiony dekoracją stiukową.